# Ahmad ibn Hanbal
Abū ʿAbdallāh Ahmad ibn Muhammad ibn Hanbal asch-Schaibānī (أبو عبد الله أحمد بن محمد بن حنبل الشيباني, DMG Abū ʿAbdallāh Aḥmad ibn Muḥammad ibn Ḥanbal aš-Šaibānī; geb. 780 in Bagdad; gest. 855 ebenda), in der Literatur häufig kurz Ahmad oder Ibn Hanbal genannt, war ein islamischer Traditionarier, Theologe und Faqīh mit Wirkungskreis in Basra und Bagdad. Er war der jüngste unter den Gründern der vier im sunnitischen Islam etablierten Rechtsschulen (madhhab) der islamischen Rechtswissenschaft (fiqh), nämlich der nach ihm benannten Schule der Hanbaliten.

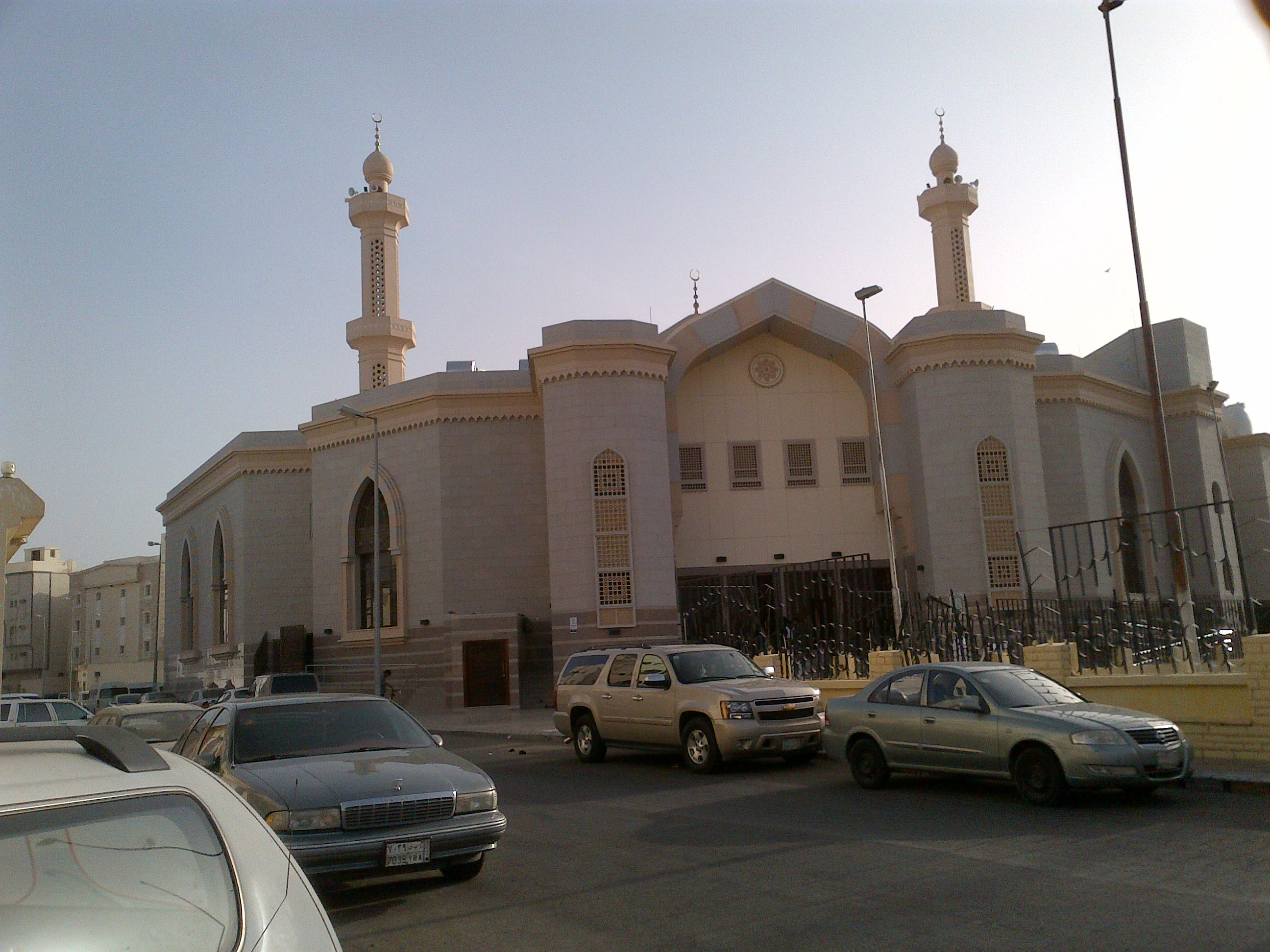
Die Ahmad ibn Hanbal gewidmete Moschee in Medina, Saudi-Arabien; in Saudi-Arabien herrscht die hanbalitische Lehrrichtung vor

## Leben
Ibn Hanbals Familie stammte aus Basra und zog später nach Merw. Sein Vater, ein Mitglied des arabischen Stammes Banu Schayban der Rabīʿa, diente in der abbasidischen Armee in Chorasan und ließ sich mit seiner Familie in Bagdad nieder. Regelmäßig studierte Ibn Hanbal bei Huschaim b. Baschir und bei Sufyān ibn ʿUyayna. Auch den Unterricht des hanafitischen Kadis Abū Yūsuf († 798), der Schüler von Abū Ḥanīfa war, soll Ibn Hanbal besucht haben. Abū Yūsuf hatte aber wenig Einfluss auf Ibn Hanbal gehabt. Während seiner Studienreise nach Mekka besuchte er den Unterricht von Muhammad ibn Idrīs asch-Schāfiʿī. Ibn Hanbal hat asch-Schāfiʿī später in Bagdad ein weiteres Mal getroffen.
Im Jahr 795 trat Ahmad ausgedehnte Studienreisen an, die ihn nach Syrien, in den Jemen, nach Chorasan, nach Mekka und Medina führten. Mehrere Autoritäten der Hadith-Literatur des frühen 9. Jahrhunderts hatten großen Einfluss auf seine Bildung, unter ihnen vor allem Yahyā ibn Maʿīn († 847), Sufyān ibn ʿUyayna († 811) in Mekka, Abd al-Rahman ibn Mahdi († 813) in Basra und Waki' ibn al-Dscharrah († 812) in Kufa, die damals unumstrittenen Repräsentanten der Ashāb al-hadīth.
Ahmads Nähe zur Theologie bestimmte sein Schicksal während der Mihna, als al-Mamun die mu'tazilitische Lehre von der Erschaffenheit des Korans zur Staatsdoktrin erklärte. Im September 834 musste er mit anderen Vertretern der ahl al-sunna am Kalifenhof erscheinen und sich der Mihna unterwerfen. Er wurde ausgepeitscht, eingekerkert und unter Hausarrest gestellt. Erst unter al-Mutawakkil ʿalā Llāh (ab 847) konnte er ungestört unterrichten und öffentlich auftreten. Acht Jahre später starb er nach einer kurzen Krankheit in Bagdad.
Sein Sohn Salih hat das Leben seines Vaters unter dem Titel سيرة أحمد بن حنبل / Sīrat Aḥmad b. Ḥanbal / ‚Die Biographie von Ahmad ibn Hanbal‘ zusammengefasst. Das Buch ist erstmals 1995 in Riad im Druck erschienen.

## Werke
- al-Musnad, sein bekanntestes Werk, ist eine monumentale Sammlung von mehr als 29.000 Hadithen des Propheten Mohammed, die er nach vielen Quellen gesammelt und an seine Söhne weitergegeben hat. Entsprechend seiner Struktur trägt das Werk den einfachen Titel al-Musnad. Es ist eine Sammlung, die Ibn Hanbal nach den Kronzeugen, den Prophetengefährten (sahaba), die die Aussagen des Propheten direkt von ihm gehört haben, zusammengestellt hat. Das Werk beginnt mit den Traditionen, die die ersten Kalifen nach dem Propheten überliefert haben, gefolgt von den mekkanischen Auswanderern (muhadschirun), al-Ansar, den so genannten Helfern und den Prophetengefährten, die sich in den muslimischen Neugründungen in den Provinzen (Kufa, Basra, Syrien usw.) während der islamischen Eroberung niedergelassen haben. Am Ende dieser Sammlung, die jeder thematischen Ordnung der Hadithe entbehrt, stehen die Traditionen von Anonymen und von Frauen, die Aussagen Mohammeds vermittelt haben. Das Werk in sechs Bänden ist erstmals 1895 in Būlāq (Kairo) gedruckt und mehrfach nachgedruckt worden. Es gibt auch mehrere Neuausgaben, die die alte Būlāq-Ausgabe nunmehr mit einem modernen Schriftsatz ersetzen.
- Das Kitāb al-Sunan (auch: al-Sunna) hat dogmatische Fragen in der strengen Auslegung der Sunniten zum Thema. In dieser in Form der responsa abgefassten Sammlung von zwei Bänden gibt Ibn Hanbal Auskünfte darüber, wie Prophetentraditionen und die Überlieferer derselben aus der Sicht des von ihm vertretenen ahl as-sunna wal-dschamaʿa أهل السنة والجماعة / ahl as-sunna wa-ʾl-ǧamāʿa / ‚die Anhänger der Sunna und der Eintracht der Muslime‘ im Einzelnen zu beurteilen sind.
- Das Kitāb ar-Radd ʿalā l-Ǧahmīya wa-z-zanādiqa ist eine Zurückweisung der Lehren von Dschahm ibn Safwān sowie verschiedener von Manichäismus beeinflusster Auffassungen.[4]
- Das Kitāb al-Ašriba („Buch der Getränke“) ist ausschließlich denjenigen Traditionen gewidmet, die sich mit dem koranischen Alkoholverbot im Islam und seiner Interpretation auseinandersetzen. Es ist somit eine Abhandlung mit eingeschränkter Thematik von nur 60 Druckseiten (Bagdad 1967).

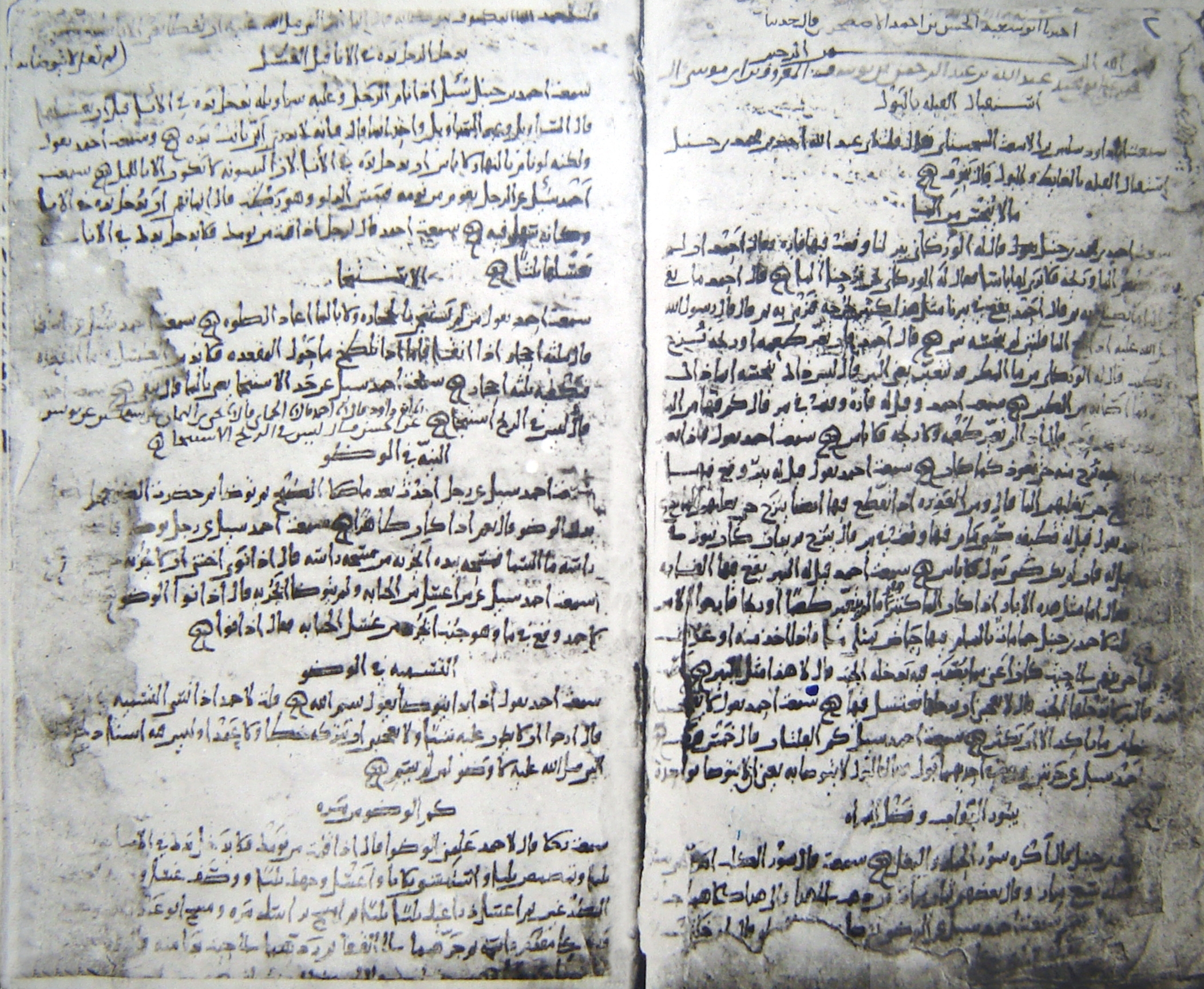
Die Rechtsfragen von Abū Dāwūd al-Siǧistānī an Ibn Ḥanbal. Eine der ältesten literarischen Handschriften in der islamischen Welt, hergestellt im Rabīʿ I. 266 (Oktober 879)

- Al-Masāʾil ist eine Sammlung von Antworten auf juristische, dogmatische und ethische Fragen.[5] Die einzelnen Fragen wurden von seinen Nachfolgern – unter ihnen auch seine Söhne Salih, der spätere Qadi von Isfahan, († 878) und Abdallah, der sich der Hadith-Literatur widmete (gest. 903) – gesammelt und gegen Ende des 9. Jahrhunderts redigiert. Eine dieser Sammlungen geht auf Abū Dāwūd as-Sidschistānī († 888 in Basra) zurück. Sie ist in der Nationalbibliothek – al-Zahiriya – (heute: Maktabat Asad) von Damaskus erhalten und zuletzt in Medina 1994 gedruckt worden. Abū Dāwūd erstellte später noch eine Sammlung von Rechtsfragen, bei deren Beurteilung er von Ahmad ibn Hanbal abwich. Auch dieses Werk ist in der Bibliothek von Damaskus erhalten und gehört zu den ältesten Handschriften in der islamischen Welt aus dem Jahr 879. Wahrscheinlich ist die Handschrift ein Autograph (siehe Foto).[6]

## Lehren
Ahmad ibn Hanbal war bestrebt, alle Gesetze aus dem Koran, der Sunna und dem Konsens (idschmāʿ) der ersten Generationen abzuleiten. Die von asch-Schāfiʿī definierten Quellen des fiqh – der Analogieschluss (qiyās) und die eigenständige Lehrmeinung (ra'y) verloren bei ihm an Bedeutung. Dies hängt in erster Linie damit zusammen, dass Ahmad ibn Hanbal mehr in Kreisen der Hadith-Gelehrten als in denen der Juristen verkehrte. Anders als asch-Schāfiʿī hielt Ahmad bei Hadithen eine ununterbrochene Tradentenkette bis direkt zum Propheten für nicht erforderlich; er berief sich auch auf Mursal-Traditionen.
Auf theologischer Ebene vertrat Ahmad ibn Hanbal die Position, Gottes Eigenschaften und Attribute lediglich auf die Beschreibungen aus dem Koran und der Sunna, mit dem Verständnis der Prophetengefährten zurückzuführen, anders als die Muʿtazila, die eine Herleitung von Gottes Eigenschaften auf Grundlage des Kalāms, dem Koran und den Hadithen voranstellten.
Er bekräftigte, dass Gottes Eigenschaften nicht den menschlichen Eigenschaften gleichen und Gott keine menschliche Gestalt habe. Eigenschaften und Attribute wie Gesicht, Augen, Atem, Hände, Finger oder Füße, sind somit nicht metaphorisch wie bei den Mu'tazila, aber auch nicht als wörtliche Anthropomorphismen wie bei anderen Gruppen, zu verstehen.
Die Rezeption seiner Lehren ist auch in der Gegenwart unterschiedlich. Gruppen wie die Asch'ariya, Nachfolger der Mu'tazila betrachten diese Positionen als Irrlehre. Auf die Ascha'irya geht die Haltung zurück, Eigenschaften Gottes ohne die wörtliche Bedeutung bzw. „ohne zu fragen, wie“ (bi-lā kaif), anzunehmen, d. h. lediglich die Wörter zu bestätigen. Beispielsweise kann das Wort يد (arab. für Hand) nach der Lehre der Asch'ariyah jede erdenkliche Bedeutung haben.
Auf Ahmad ibn Hanbal beruft sich die nach ihm entstandene Rechtsschule der Hanbaliten. Diese ist heute zahlenmäßig die kleinste der vier Rechtsschulen im Islam.
Ibn al-Dschauzī (gest. 1200) versuchte in seinem Werk Dafʿ šubhat at-tašbīh bi-akuff at-tanzīh („Abwendung des Verdachts des Anthropomorphismus mit den Mitteln des Transzendentalismus“) den Nachweis zu erbringen, dass hanbalitische Gelehrte, die weiterhin anthropomorphistische Lehren vertraten, sich nicht auf ihren Rechtsschulgründer berufen konnten. Eine ähnliche Intention hatte das Kitāb Dafʿ šubah min šabbah wa-tamarrad wa-nasab ḏalik ilā al-imām Aḥmad („Buch zur Abwendung der Scheinargumente derjenigen, die Gott in unverschämter Weise mit dem Menschen vergleichen und dies dem Imam Ahmad zuschreiben“) von dem syrischen Gelehrten Taqī ad-Dīn al-Hisnī († 1426).